# Жовтобрюшка рудоголова
Жовто́брюшка рудоголова (Eremomela badiceps) — вид горобцеподібних птахів родини тамікових (Cisticolidae). Мешкає в Західній і Центральній Африці.

## Підвиди
Виділяють три підвиди:
- E. b. fantiensis Benson, 1943 — від Сьєрра-Леоне до західної Нігерії;
- E. b. latukae Benson, 1943 — Південний Судан;
- E. b. badiceps Sundevall, 1850 — від південної Нігерії і південного Камеруну до західної Уганди, ДР Конго і північної Анголи.

## Поширення і екологія
Рудоголові жовтобрюшки живуть в тропічних лісах і на плантаціях.